# Туманов, Семён Исаевич
Семён Иса́евич Тума́нов (настоящая фамилия Це́йтлин; 22 июля 1921, Симферополь, Крымская АССР — 22 июня 1973, Москва) — советский режиссёр театра и кино, сценарист.

## Биография
Родился в Симферополе, сразу после рождения оказался в Тегеране, где его отец получил работу в посольстве РСФСР в Иране. Учился в московской средней школе № 187, тогда уже начав заниматься театром. C 1940 года служил в Красной армии. В годы Великой Отечественной войны был пулемётчиком 2-го гвардейского мотоциклетного полка, воевал на Северо-Западном, Калининском, Западном, 3-м Белорусском фронтах, воинское звание — ефрейтор. Уже в те годы проявлял склонность к художественной самодеятельности.
После демобилизации поступил на режиссёрский факультет Государственного института театрального искусства (мастерская Ю. А. Завадского). Студентом, в середине 1940-х годов создал театральную студию «Романтики». После окончания института в 1951 году, имея непреодолимые трудности с дипломом из-за «пятой графы», взял фамилию матери. 
В 1959 году прошёл Высшие режиссёрские курсы при киностудии «Мосфильм» (мастерская М. Ромма). Позже, в 1969—1972 годах, преподавал курс «Работа с актёром» слушателям Высших курсов сценаристов и режиссёров.
Работал режиссёром в Ленинградском театре имени Ленинского комсомола и Московском драматическом театре имени К. С. Станиславского, а также был художественным руководителем молодёжного Театра-студии при Дворце культуры ЗИЛа.
В соавторстве с Г. А. Капраловым написал пьесу «Третья стража», поставленную в 1970 году в БДТ Г. А. Товстоноговым. Автор мемуаров о войне, часть из них — «Письма о любви и о войне» попала в сборник «Искусство в боевом строю» (1985), остальная — до сих пор не издана.
Похоронен на Химкинском кладбище[уточнить].

### Семья
- отец — Исай Семёнович Цейтлин (1896— ?)[2];
- мать — Евдокия Тимофеевна Туманова (? —1945)[2];
- жена (с 1946 года) — Дина (Владилена) Михайловна Мусатова (род. 1925), актриса, кинорежиссёр-документалист[2].

## Театральные работы
Театральная студия «Романтики»
- «Аленький цветочек» по одноимённой сказке С. Аксакова
- «Бесплодные усилия любви» по пьесе У. Шекспира
- «За час до рассвета» А. Галича
- «Урок дочкам» И. Крылова

Ленинградский театр имени Ленинского комсомола (1951)
- 1951 — «Аленький цветочек» по одноимённой сказке С. Аксакова

Московский драматический театр имени К. С. Станиславского (1952—1963)
- 1952 — «Девицы-красавицы» А. Симукова (совместно с М. Яншиным)[12]
- 1953 — «Крошка Доррит» А. Бурштейна (по Ч. Диккенсу)
- 1954 — «Дни Турбиных» М. Булгакова (совместно с М. Яншиным)
- 1954 — «Любовь Ани Берёзко» В. Пистоленко
- 1956 — «Перед свадьбой» В. Пистоленко
- 1963 — «Трёхгрошовая опера» Б. Брехта в переводе Е. Эткинда[комм. 3]

Московский драматический театр имени М. Н. Ермоловой (1955)
- 1955 — «В добрый час» В. Розова

Молодёжная театральная студия при ДК ЗИЛ (1955—1960)
- 1955 — «Годы странствий» А. Арбузова
- 1957 — «Бесплодные усилия любви» по пьесе У. Шекспира
- 1957 — «Походный марш» («За час до рассвета») А. Галича
- 1958 — «Такая любовь» П. Когоута
- 1960 — «Два цвета» А. Зака и И. Кузнецова

## Фильмография
Режиссёр
- 1960 — Алёшкина любовь (совместно с Г. Щукиным)
- 1962 — Павлуха (совместно с Г. Щукиным)
- 1964 — Ко мне, Мухтар!
- 1966 — Заблудший (первоначальное название — Гнёзда)
- 1967 — Николай Бауман
- 1968 — Любовь Серафима Фролова
- 1973 — Жизнь на грешной земле

Сценарист
- 1966 — Три Андрея
- 1967 — Николай Бауман
- 1973 — Последний подвиг Камо (совместно с Г. Капраловым)
- 1975 — Принимаю на себя (совместно с Г. Капраловым)

## Награды
- медаль «За боевые заслуги» (10 июля 1943)[14]
- медаль «За оборону Москвы» (1945)[2]
- медаль «За отвагу» (5 марта 1945)[15]
- медаль «За отвагу» (22 мая 1945) [4]
- медаль «За взятие Кенигсберга» (11 декабря 1946)[2]
- медаль «За победу над Японией» (9 июня 1946)[2]
- медаль «За победу над Германией в Великой Отечественной войне 1941—1945 гг.» (5 июня 1946)[2]
- юбилейная медаль «Двадцать лет Победы в Великой Отечественной войне 1941—1945 гг.» (26 января 1966)[2]
- медаль «За трудовое отличие» (23 августа 1971)[2]

## Комментарии
1. ↑  Театральная студия «Романтики» со средним возрастом участников 20—25 лет, была создана при поддержке райкома комсомола Свердловского района Москвы с репетиционым залом на улице Кирова, в дальнейшем предполагавшая стать театром. Была закрыта из-за приступа болезни С. И. Туманова[5]
2. ↑  О работе Театра-студии при ДК ЗИЛ в 1959 году студентками ВГИКа Марикой Бейку и Владиленой Мусатовой был снят документальный фильм «Познакомьтесь с нашим театром»[2].
3. ↑  Из рецензии театрального критика А. А. Аникста о «Трёхгрошовой опере», опубликованной в 1963 году: «…Этой постановкой театр имени К. Станиславского порадовал так, как не радовал давно. Режиссёр С. Туманов создал спектакль, полный жизни, неподдельного юмора и тонкой иронии. Этой работой он входит в первый ряд столичных режиссёров»[13].